# Жълтоцветен аспрут
Жълтоцветният аспрут (Carthamus lanatus) е вид магарешки трън, близко родствен на шафранката (Carthamus tinctorius). Това едногодишно растение е родом от Средиземноморския басейн, но е познато и на други места, където е въведено и се е превърнало в вреден плевел, като например в части от Северна Америка и Южна Австралия с подобен климат.
Растението е включено в списъка на лечебните растения съгласно Закона за лечебните растения.

## Описание
Жълтоцветният аспрут е бодливо, жлезисто, вълнесто растение, което често изглежда покрито с паяжини, поради фините си заплетени влакна. Има бледо стъбло, което може да достигне метър височина, и твърди, заострени, много бодливи листа. Цветната глава има много дълги, остри филари, които могат да бъдат дълги до няколко сантиметра и често се извиват назад (извити). Дисковите цветчета са ярко жълти. Едно растение може да има множество стъбла, които се сливат заедно поради бодливостта си и образуват малък гъстал. Плодът е с дължина около половин сантиметър с много твърди люспи от папус.

## Инвазивен вид в Австралия
В Австралия растението обикновено се счита за пасищен плевел, защото се конкурира с желаните растения като пасища или култури, семената и прицветниците се вграждат във вълната, което води до по-ниска възвръщаемост за фермерите, и гъстото заразяване ограничава достъпа до добитъка и прави терена по-труднопроходим. Обикновено не се смята за плевел в голяма част от Европа.